# Port William (Ohio)
Pour les articles homonymes, voir Port William.
Port William est un village américain situé dans le comté de Clinton, dans l'Ohio. Selon le recensement de 2010, sa population est de 254 habitants.